# Almargem do Bispo, Pero Pinheiro e Montelavar
Almargem do Bispo, Pero Pinheiro e Montelavar (oficialmente: União das Freguesias de Almargem do Bispo, Pero Pinheiro e Montelavar) é uma freguesia portuguesa do município de Sintra, com 64,07 km² de área e 17 262 habitantes (censo de 2021). A sua densidade populacional é 269,4 hab./km².

## História
Foi criada aquando da reorganização administrativa de 2012/2013, resultando da agregação das antigas freguesias de Almargem do Bispo, Pero Pinheiro e Montelavar.
Possuía, em 2021, 14 238 eleitores recenseados.[carece de fontes?]

## Demografia
A população registada nos censos foi:
| Distribuição da População por Grupos Etários | Distribuição da População por Grupos Etários | Distribuição da População por Grupos Etários | Distribuição da População por Grupos Etários | Distribuição da População por Grupos Etários | Distribuição da População por Grupos Etários |
| -------------------------------------------- | -------------------------------------------- | -------------------------------------------- | -------------------------------------------- | -------------------------------------------- | -------------------------------------------- |
| Antes da agregação                           |                                              |                                              |                                              |                                              |                                              |
| Ano                                          | 0-14 anos                                    | 15-24 anos                                   | 25-64 anos                                   | >= 65 anos                                   | Total                                        |
| 2001                                         | 2579                                         | 2352                                         | 9072                                         | 2771                                         | 16774                                        |
| 2011                                         | 2518                                         | 1754                                         | 9130                                         | 3386                                         | 16788                                        |
| Após a agregação                             |                                              |                                              |                                              |                                              |                                              |
| Ano                                          | 0-14 anos                                    | 15-24 anos                                   | 25-64 anos                                   | >= 65 anos                                   | Total                                        |
| 2021                                         | 2447                                         | 1799                                         | 9023                                         | 3993                                         | 17262                                        |